# Zenon Dądajewski

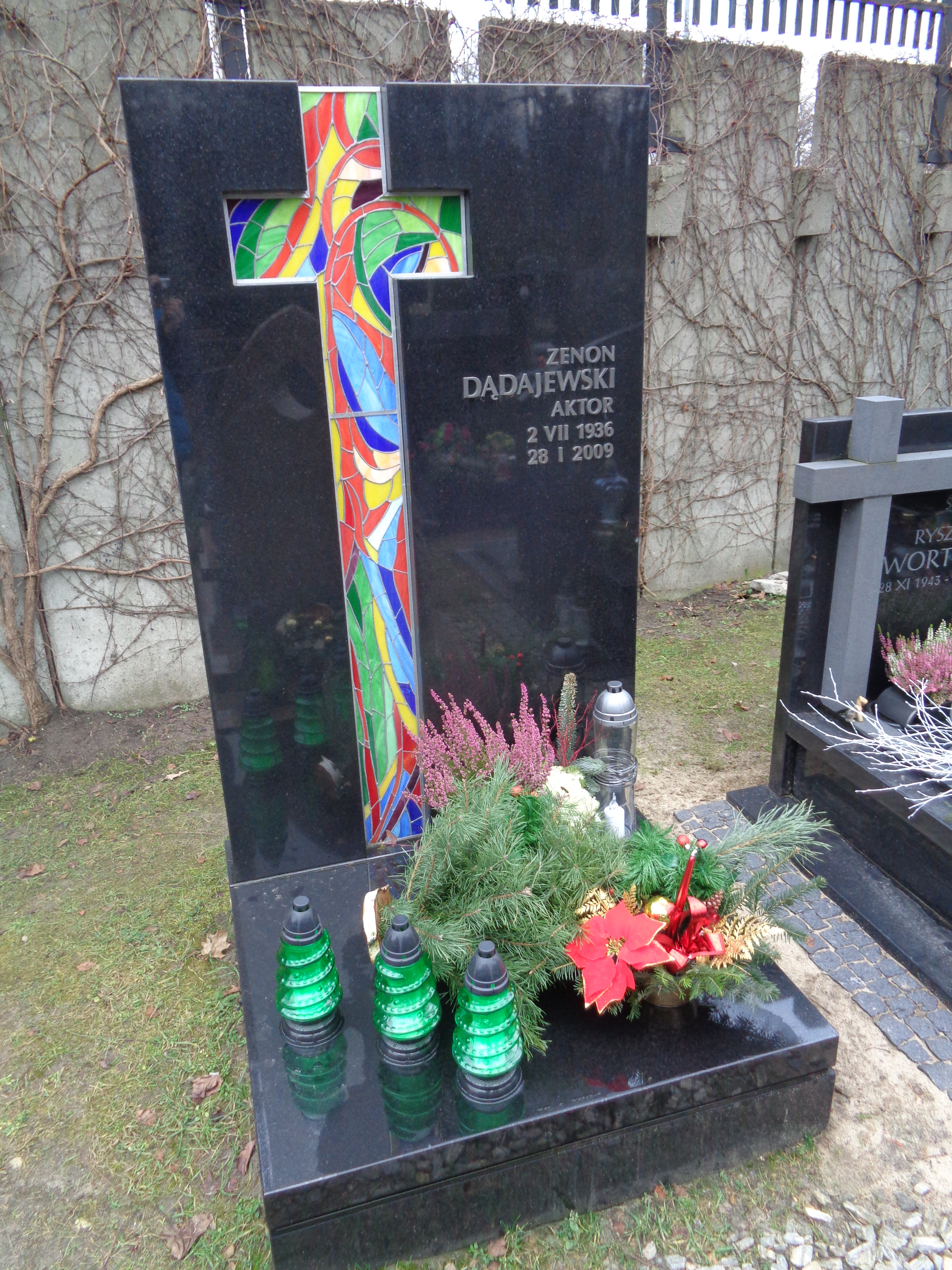
Grób Zenona Dądajewskiego na wojskowych Powązkach

Zenon Franciszek Dądajewski (ur. 2 lipca 1936 w Chodzieży, zm. 28 stycznia 2009 w Warszawie) – polski reżyser, aktor filmowy i teatralny.

## Życiorys
W 1959 ukończył studia na Wydziale Dramatyczno-Estradowym PWST w Warszawie.
Od 1985 był dyrektorem Teatru Komedia w Warszawie.
Zmarł 28 stycznia 2009, pochowany został na Cmentarzu Wojskowym na Powązkach w Warszawie (B43-6-12).

## Filmografia
- 2009: Piksele jako ksiądz
- 1985: Och, Karol jako Andrzej, kolega Karola
- 1978: Co mi zrobisz, jak mnie złapiesz?
- 1964: Rękopis znaleziony w Saragossie

## Seriale
- 2008: Kryminalni jako profesor Goczyński, szef kliniki psychiatrycznej (odc. 89)
- 2001: Zostać miss jako on sam (odc. 13)
- 1997: Złotopolscy jako lekarz
- 1988-1990: Mistrz i Małgorzata
- 1988: Królewskie sny
- 1987: Dorastanie (odc. 1)
- 1986: Zmiennicy
- 1979: Tajemnica Enigmy
- 1979-1981: Najdłuższa wojna nowoczesnej Europy
- 1976-1987: 07 zgłoś się
- 1967-1968: Stawka większa niż życie Partyzant z ochrony leśniczówki Kornela w odcinku „Podwójny nelson”